# Pancernik
Pancernik – klasa dużych, silnie opancerzonych i uzbrojonych pełnomorskich okrętów artyleryjskich, stanowiących trzon największych flot wojennych od czasu powstania klasy pancerników w drugiej połowie XIX wieku do okresu II wojny światowej.
Przeznaczeniem pancerników było zapewnienie panowania na morzach poprzez wygrywanie bitew artyleryjskich i niszczenie wrogich jednostek nawodnych wszystkich klas. Pierwsze pancerniki pojawiły się w latach 60. XIX wieku i z miejsca zastąpiły drewniane okręty liniowe w roli najpotężniejszych jednostek floty, przejmując także ich nazwę w niektórych językach (zobacz niżej). Pod koniec XIX wieku, od generacji przeddrednotów, charakterystyki pancerników uległy ustaleniu jako okręty o wyporności pełnej ponad 9000 ton, z artylerią główną kalibru 254 mm i więcej, ze stalowym kadłubem i napędem parowym. Później parametry te jeszcze wzrastały. Szczyt znaczenia pancerniki miały podczas wojny rosyjsko-japońskiej (1904–1905) i I wojny światowej, istotną rolę odgrywały także podczas II wojny światowej, aczkolwiek utraciły wtedy swój prymat na rzecz lotniskowców. W latach 1870 do 1949 ukończono 390 pancerników. Po II wojnie światowej klasa ta stopniowo zanikła, jedynie nieliczne pozostające w służbie okręty używane były w bardzo ograniczonym zakresie do lat 90. XX wieku. Polska nie posiadała w swojej marynarce okrętów tej klasy.
W polskiej terminologii pancerniki zostały utożsamione z okrętami liniowymi, stanowiącymi wcześniej trzon flot i popularnie oba terminy używane są zamiennie, termin „pancernik” jest jednak bardziej jednoznaczny. Określenie „okręt liniowy” ma rację bytu tylko w stosunku do rozwiniętych pancerników, począwszy od generacji przeddrednotów (lata 90. XIX w.), gdyż w okresie kształtowania się koncepcji klasy wczesne pancerniki były zbyt różnorodne, żeby być okrętami liniowymi w sensie jednostek działających w składzie jednolitego zespołu (floty liniowej). Ponadto w początkowym okresie obok pancerników egzystowały jeszcze stare żaglowe nieopancerzone okręty liniowe. Po I wojnie światowej pancerniki w związku z drastycznym ograniczeniem liczby jednostek tej klasy pozostających w służbie i zaniku szyku liniowego przestały być okrętami liniowymi, a zaczęły być używane w mniejszych liczbach i mieszanych zespołach okrętów; wobec czego termin „okręt liniowy” w stosunku do pancerników zachował znaczenie jedynie tradycyjne. Ostatnim przypadkiem wykorzystania pancerników w roli okrętu liniowego była bitwa w cieśninie Surigao, gdy 25 października 1944 6 pancerników kontradmirała Oldendorfa „rozstrzelało” japoński pancernik Yamashiro.
Szerszym pojęciem od pancernika jest okręt pancerny, obejmujący wczesne pancerniki oraz niektóre inne klasy okrętów. Marginalną podklasą pancerników, nie zaliczającą się do okrętów liniowych i rozwijaną osobno, były mniejsze pancerniki obrony wybrzeża (omówione osobno). Zbliżoną do pancerników, lecz osobną klasą, były istniejące na początku XX wieku krążowniki liniowe (zaliczane przez część autorów do okrętów liniowych obok pancerników). Krążowniki liniowe były pokrewne konstrukcyjnie z pancernikami generacji drednotów, o podobnej wielkości, dysponując większą prędkością (od 25 do 30 węzłów wobec 20–24 węzłów drednotów), lecz słabszym opancerzeniem i uzbrojeniem. Doświadczenia I wojny światowej wykazały dużą podatność krążowników liniowych na uszkodzenia (szczególnie brytyjskich) i po tej wojnie klasa ta zanikła i przestała być odrębnie wyróżniana (japońskie krążowniki liniowe zostały wówczas wręcz przeklasyfikowane na pancerniki). Główna cecha krążowników liniowych, to jest duża prędkość, została przejęta w konstrukcji nowo budowanych pancerników (generacji tzw. szybkich pancerników).

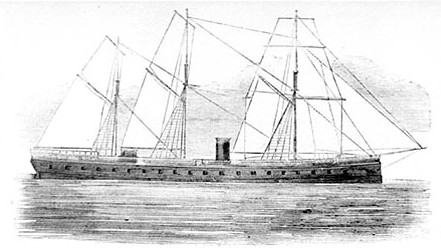
Pierwsza fregata pancerna „La Gloire” z 1860

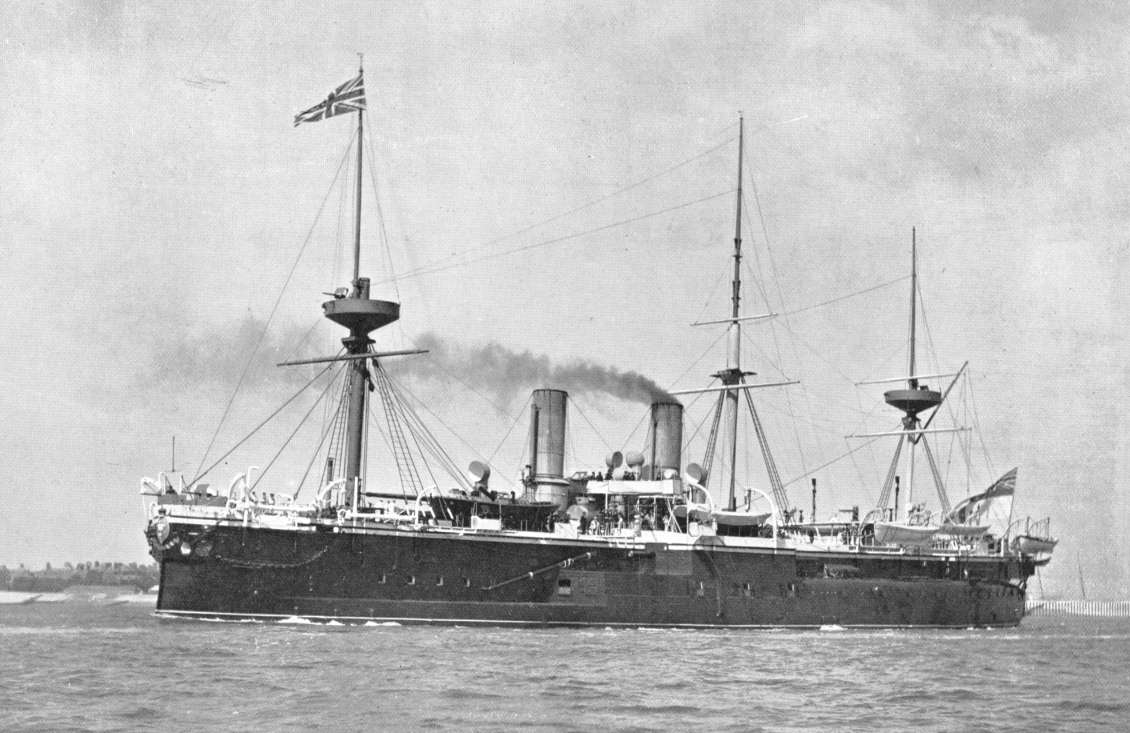
Pancernik kazamatowy HMS „Alexandra” z 1875

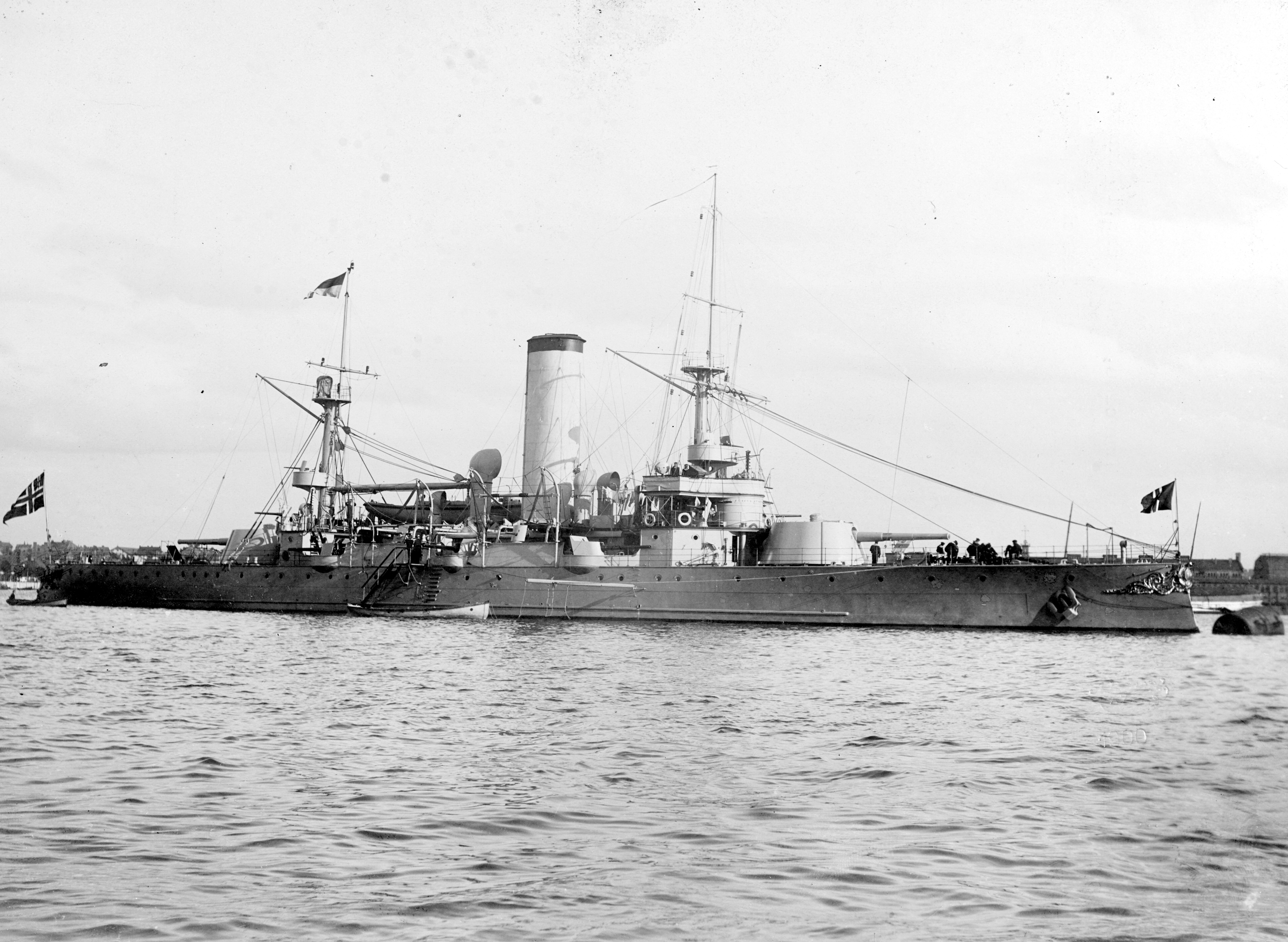
Pancernik obrony wybrzeża – „Tordenskjold” z 1898

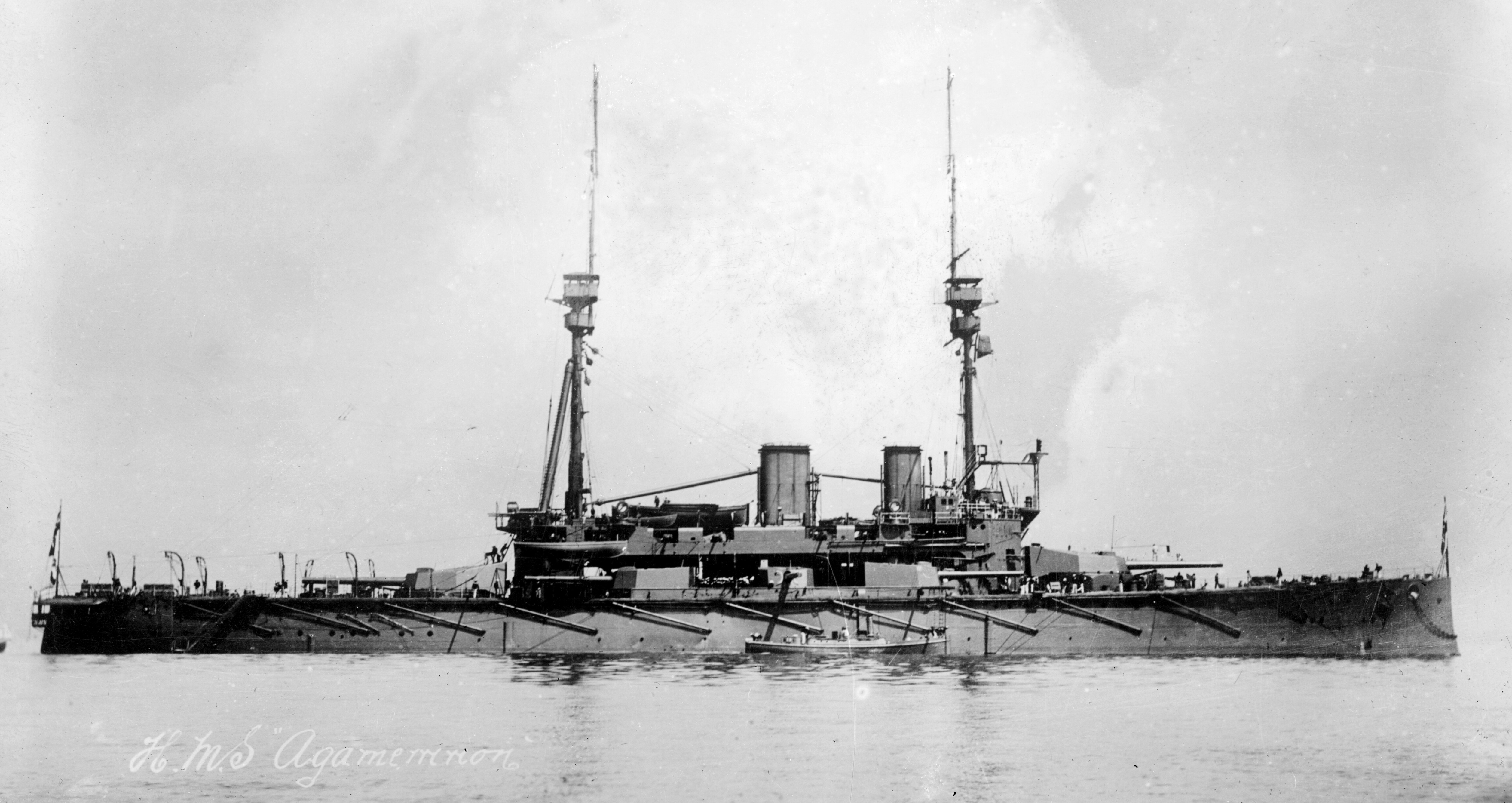
Przeddrednot HMS Agamemnon (1906) typu Lord Nelson z 1906

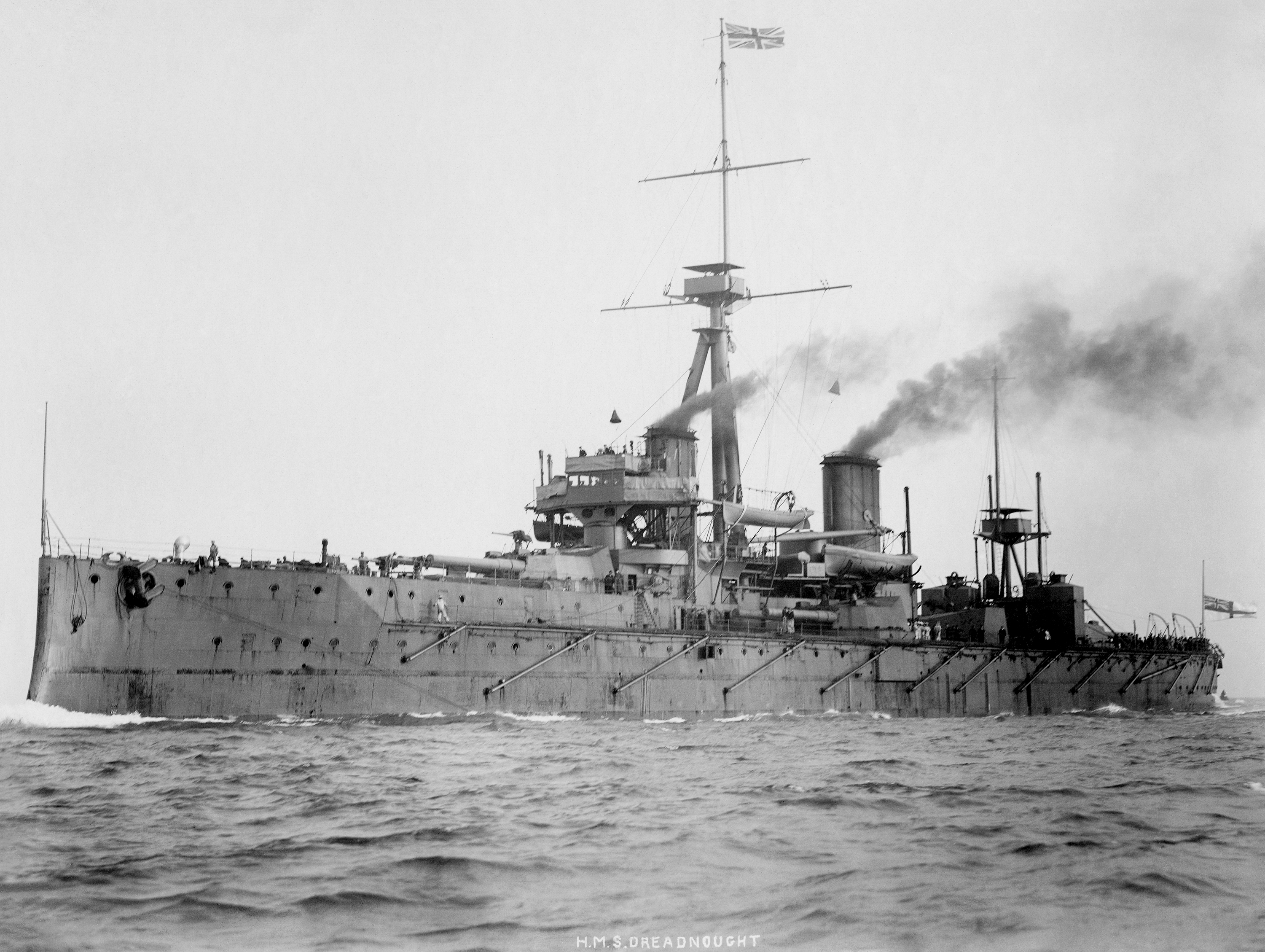
Pierwszy drednot – HMS „Dreadnought” z 1906

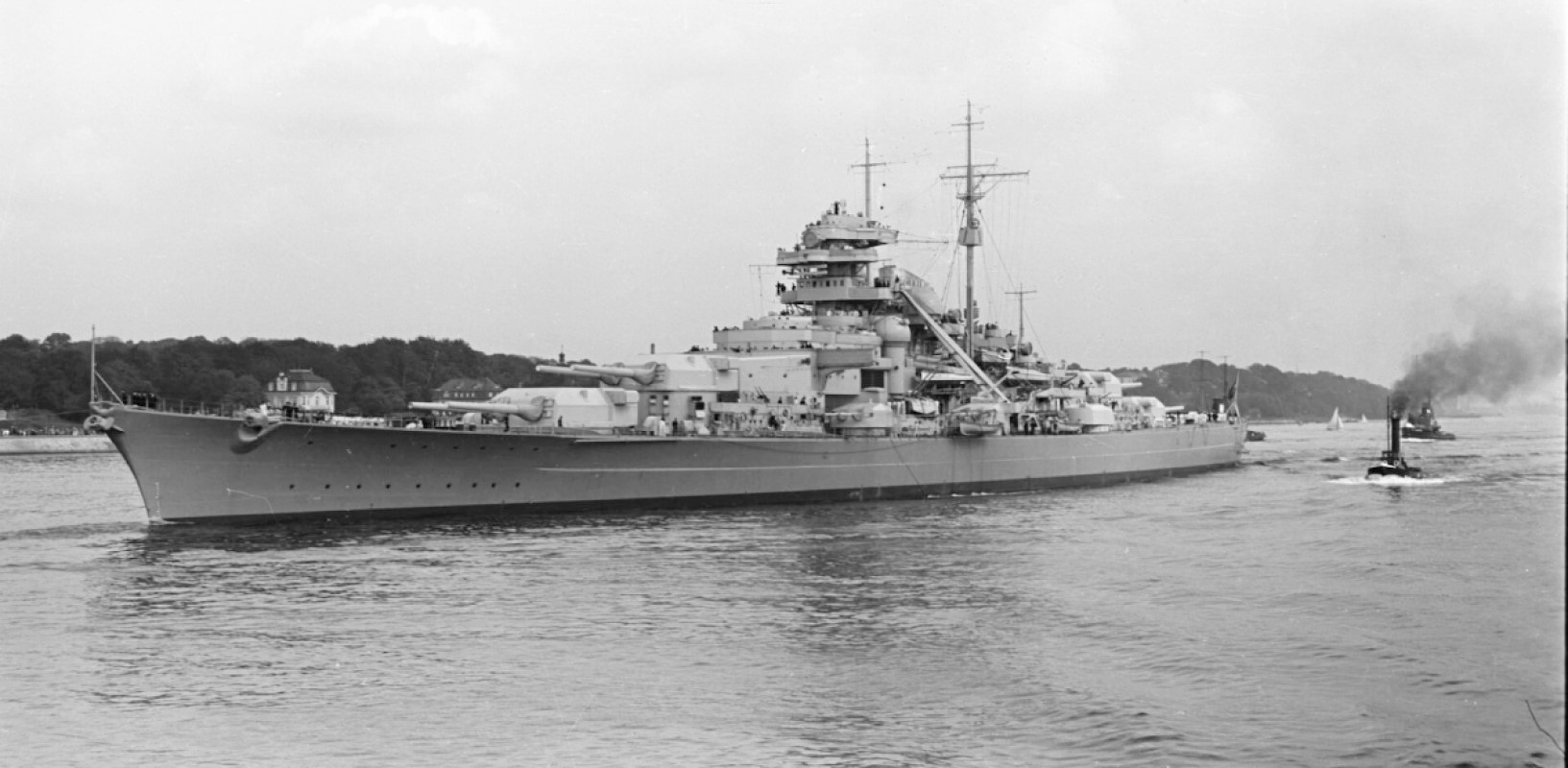
Niemiecki pancernik Bismarck z 1940

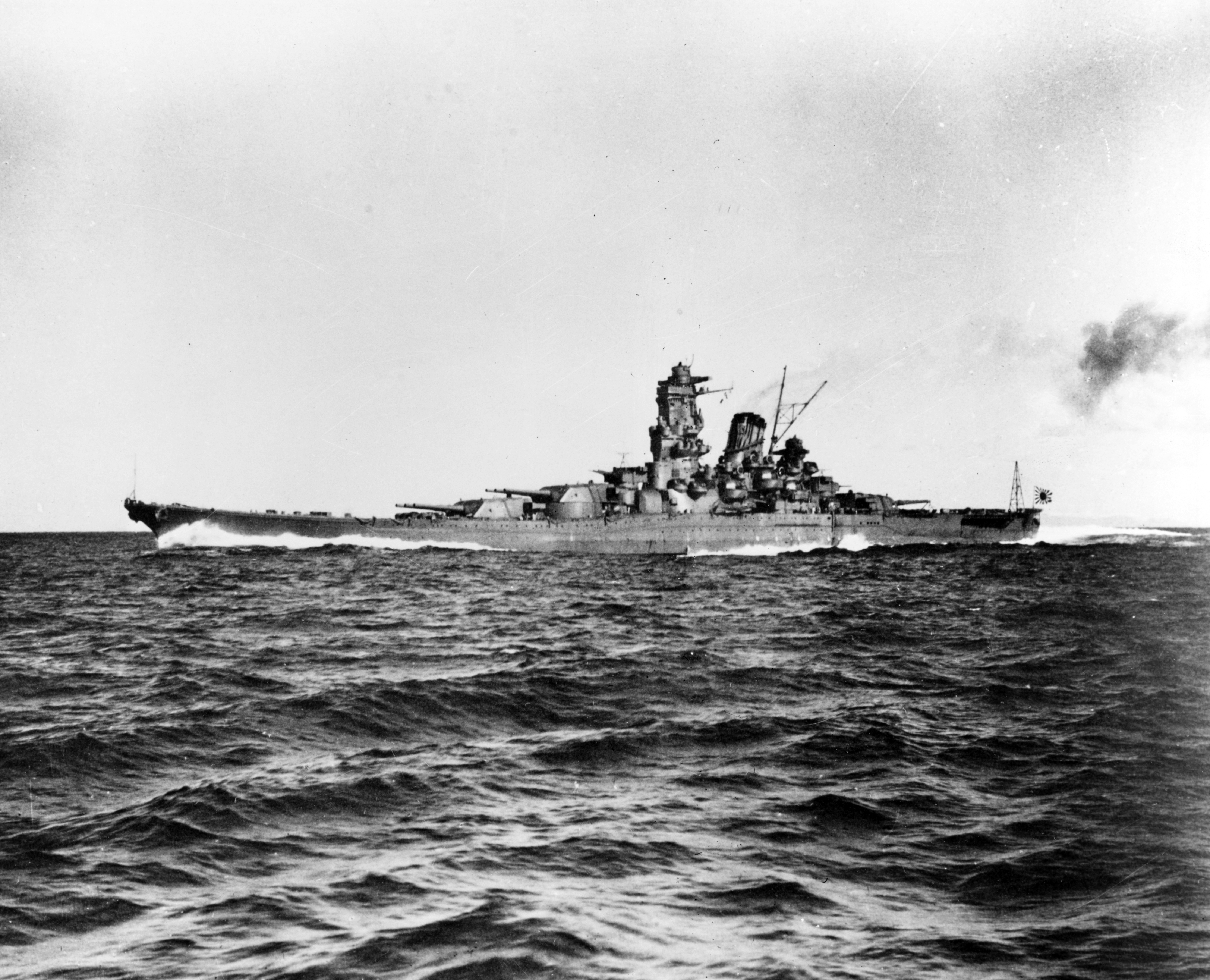
Superpancernik – „Yamato” z 1941

## Wczesny rozwój
Pierwszymi pancernikami – pełnomorskimi okrętami chronionymi pancerzem – były fregaty pancerne, wywodzące się konstrukcyjnie z dużych fregat o napędzie parowym. Pierwszą fregatę pancerną „La Gloire” zbudowano w 1860 we Francji. Miała ona konstrukcję drewnianą, pokrytą pancerzem żelaznym, lecz już rok później w odpowiedzi na nią w Wielkiej Brytanii zbudowano pierwszą żelazną fregatę pancerną „Warrior”. Podczas wojny secesyjnej w USA doszło w 1862 do słynnego pojedynku „Virginii” z „Monitorem” – pierwszej bitwy między opancerzonymi okrętami. Pomimo że były to jedynie przybrzeżne okręty pancerne, nie będące pancernikami, pojedynek ten pokazał znaczenie pancerza i w ciągu następnych kilkudziesięciu lat nastąpił żywiołowy rozwój pancerników i wyścig zbrojeń w ich budowie. W tym czasie ulepszano odporność opancerzenia i skuteczność uzbrojenia oraz niezawodność i moc maszyn napędowych. Koncepcja pancerników szybko ewoluowała i pojawiały się kolejne ich generacje, odmienne konstrukcyjnie.
Pierwszą generacją pancerników były wspomniane fregaty pancerne, charakteryzujące się uzbrojeniem w postaci szeregu dział umieszczonych w kadłubie, w baterii burtowej, na jednym pokładzie działowym. Układ taki powtarzał układ artylerii stosowany przez ostatnie kilkaset lat na okrętach żaglowych, z działami strzelającymi tylko w kierunku prostopadłym do burt. Do okrętów żaglowych upodabniały fregaty pancerne również gładkopokładowe kadłuby o wysokich burtach oraz pomocnicze ożaglowanie, stosowane z powodu braku niezawodności ówczesnych siłowni parowych oraz w celu oszczędzania paliwa .
W związku ze wzrostem skuteczności i ciężaru dział, pojawiła się kolejna generacja pancerników centralnobateryjnych (kazamatowych lub barbetowych). Mniej liczne najcięższe działa skupiono w nich w silnie opancerzonej centralnej baterii na śródokręciu (cytadeli). Dzięki umieszczeniu dział w kazamatach lub barbetach na pokładzie, zyskiwały one większe kąty ostrzału. Dzięki temu, cytadelę można było okryć grubszym pancerzem, podczas gdy mniej istotne części okrętu mogły być chronione słabiej. Cytadela obejmowała także mechanizmy napędowe poniżej. Pierwszym pancernikiem kazamatowym był brytyjski HMS „Bellerophon” z 1866. Były to nadal okręty o kadłubach podobnych do jednostek żaglowych i posiadające pomocnicze ożaglowanie. Okręty takie budowano do lat 80. XIX w . W tym okresie zaczęto także stosować stal do budowy okrętów.
Kolejną generacją pancerników, budowaną równolegle, były pancerniki wieżowe, w których główne uzbrojenie (zwykle 4 najcięższe działa) umieszczano w wieżach obrotowych, wzorem przybrzeżnych monitorów. Pierwszą taką pełnomorską jednostką był brytyjski „Monarch” z 1869. Okręty tej klasy miały wieże montowane zazwyczaj na śródokręciu, nad pancerną cytadelą, z niewielkimi kątami ostrzału – głównie na boki. W okrętach tej generacji stosowano rekordowe kalibry dział (450 mm we włoskim „Duilio”) i grubości pancerza (610 mm w brytyjskim HMS „Inflexible” z 1881), zmniejszane w dalszych jednostkach na skutek postępu technicznego i wzrostu ich jakości. W 1873 zbudowano w Wielkiej Brytanii pierwszy pancernik wieżowy HMS „Devastation” zrywający z architekturą typową dla żaglowców – o niskich burtach i kompleksie nadbudówek na śródokręciu, pozbawiony ożaglowania i wyposażony w dwie wieże na dziobie i rufie, dysponujące szerokim polem ostrzału w tych kierunkach. Dopiero jednak w latach 80. XIX wieku taki układ zyskał powszechne uznanie.
Pod koniec lat 80. XIX wieku pancerniki uzyskały swoją pierwszą dojrzałą formę, określaną jako przeddrednoty. Przejście od pancerników wieżowych do przeddrednotów było płynne, lecz jednymi z pierwszych były okręty brytyjskiego typu Admiral, wchodzące do służby od 1886. Typowe przeddrednoty z końca XIX wieku charakteryzowały się kadłubem o niskich burtach, uzbrojeniem głównym z czterema działami 305 mm w dwóch wieżach lub barbetach na dziobie i rufie, kompleksem nadbudówek na śródokręciu i artylerią średnią umieszczoną w kazamatach. Budowano je na ogół, w odróżnieniu od wcześniejszych pancerników, w seriach po kilka jednostek, co pozwoliło na grupowanie w jednolite zespoły. Wzrastała w tym okresie jakość opancerzenia (płyty pancerne typu Harveya i Kruppa) oraz pojawił się jego typowy schemat, obejmujący główny pas pancerny na linii wodnej, stanowiący boki pancernej cytadeli na śródokręciu wokół siłowni i barbet dział. Opancerzano ponadto wieże dział i artylerię średnią, a w mniejszym stopniu inne części kadłuba. Na przeddrednotach z początku XX wieku, określanych też jako semidrednoty, pojawiły się działa drugiego, mniejszego kalibru artylerii głównej (typowo 203–240 mm), oprócz artylerii średniej (typowo 152 mm).
Dalszy rozwój pancerników w XX wieku omówiony jest poniżej pod kątem ewolucji ich głównych cech. Na podstawowe parametry wpływające na siłę bojową pancerników składają się uzbrojenie, opancerzenie i prędkość.

## Uzbrojenie

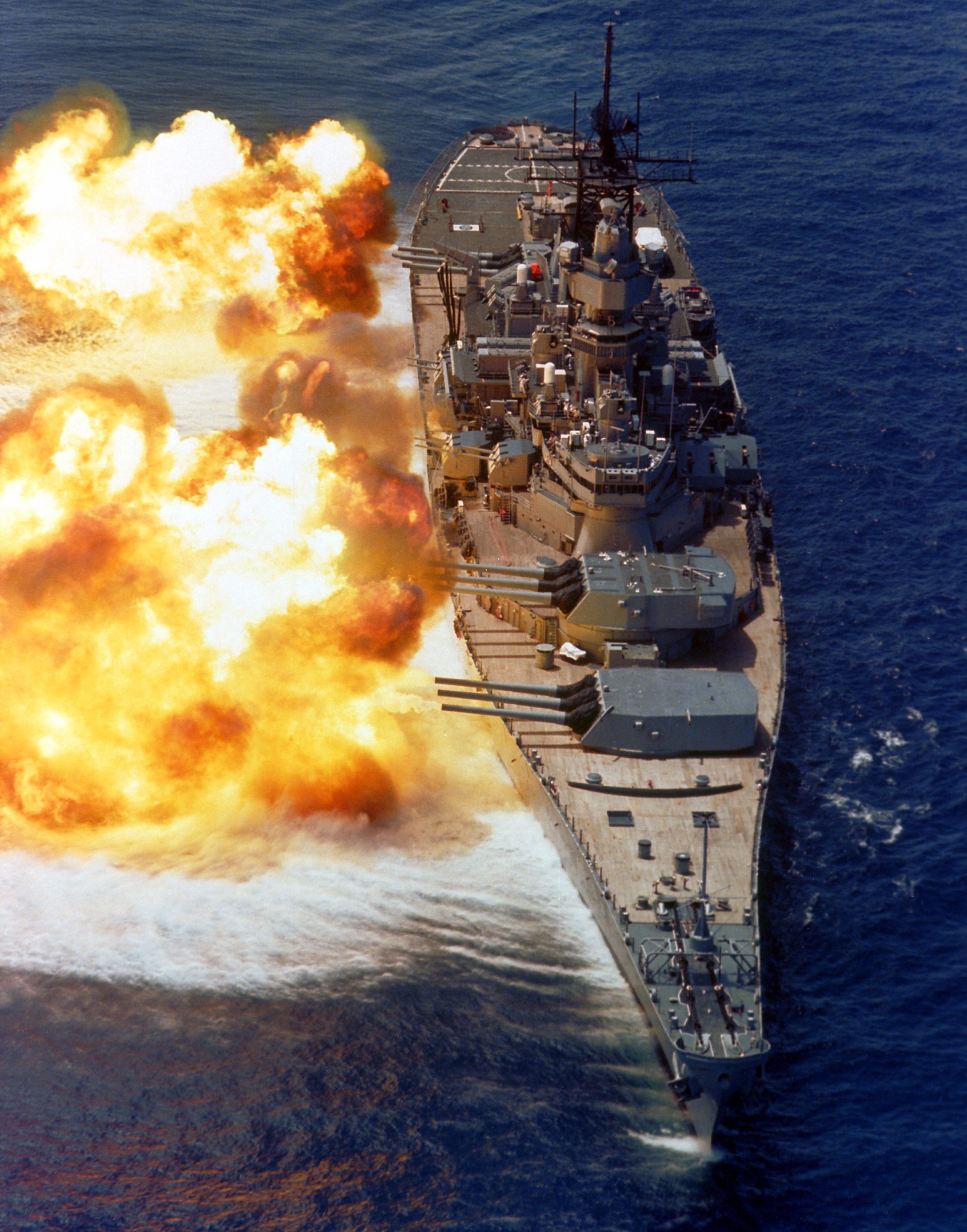
Salwa burtowa amerykańskiego pancernika USS Iowa

Uzbrojenie pancerników składa się z dział, początkowo gładkolufowych, a następnie gwintowanych, których siła niszcząca zależy od masy i kalibru pocisków z nich wystrzeliwanych.
Przy określaniu siły ognia stosuje się miarę ciężaru salwy burtowej – jest to zsumowana masa wszystkich pocisków wystrzeliwanych przez działa od strony jednej z burt. Na salwę burtową mają wpływ nie tylko liczba i kaliber dział, ale i ich rozmieszczenie w wieżach.
Pancerniki budowane pod koniec XIX i na początku wieku XX w. (przeddrednoty), miały uzbrojenie składające się zazwyczaj z czterech dział głównego kalibru 280 lub 305 mm w dwóch wieżach rozmieszczonych na dziobie i rufie oraz ośmiu do szesnastu dział kalibru 102 do 152 mm stanowiących artylerię pomocniczą. Były też budowane okręty mające artylerię główną składającą się również z dział tzw. drugiego kalibru 203 mm (określane też były jako semidrednoty). Bitwy toczone w tamtym okresie pokazały jednoznacznie, że okręty te są wyposażone w zbyt małą liczbę dział głównego kalibru, a jednocześnie, że artyleria drugiego kalibru jest nieskuteczna wobec opancerzonego kadłuba. Artyleria główna powinna być jednego kalibru także z tego względu, że podczas walki pociski różnych kalibrów leciały do celu z różną prędkością i po różnych trajektoriach, co w znacznym stopniu utrudniało obserwację i identyfikację rozbryzgów wybuchów, a co za tym idzie, nanoszenie poprawek artyleryjskich.
Doświadczenia te wpłynęły na brytyjską admiralicję i zaowocowały zwodowaniem w 1906 roku nowego rodzaju pancernika, okrętu o nazwie HMS „Dreadnought” o bardzo silnej i jednolitej artylerii głównej składającej się z 10 dział kalibru 305 mm rozmieszczonych w pięciu wieżach. Od tego momentu wszystkie państwa budujące okręty liniowe zaczęły naśladować ten sposób uzbrojenia, okręty takie zaczęto nazywać „drednotami”. Wbrew potocznej opinii bitwa pod Cuszimą nie miała wielkiego wpływu na budowę „Dreadnought”, ponieważ już na długo przed jej rozegraniem wielkie marynarki wojenne przygotowywały się do budowy takich okrętów. HMS „Dreadnought” wszedł do historii klasy jako okręt zbudowany w rekordowo szybkim tempie: od położenia stępki pod jego kadłub do wodowania upłynęło ledwie 366 dni.
Rozmieszczenie artylerii jest tak samo ważne jak liczba dział. Najlepsze jest umieszczenie dział w linii symetrii okrętu, ponieważ wszystkie działa mogą oddawać salwę na jedną z burt okrętu. Jednak w pierwszym okresie budowania drednotów nie dla wszystkich było to oczywiste. Jedynym państwem stosującym od początku takie ustawienie wież drednotów były Stany Zjednoczone. Początkowo stosowano wieże mające po dwa działa, w okresie poprzedzającym II wojnę światową rozpowszechnił się układ trzech dział w wieży. Wyjątkami były francuskie pancerniki typów Dunkerque (2xIV 330 mm) i Richelieu (2xIV 380 mm), brytyjskie typu King George V (1xII, 2xIV 356 mm) i niemieckie typu Bismarck (4xII 380 mm). Artyleria pomocnicza początkowo była rozmieszczona w kazamatach, na okrętach budowanych w latach dwudziestych zaczęto rozmieszczać ją w wieżach. W latach trzydziestych w na nowo budowanych, jak i modernizowanych pancernikach zaczęto zwiększać liczbę szybkostrzelnych działek przeciwlotniczych i wzmacniać opancerzenie poziome w celu zwiększenia możliwości walki z coraz sprawniejszymi samolotami.
Uzbrojenie pancerników z okresu I wojny światowej składało się zazwyczaj z dział o kalibrze 305 mm, większy kaliber dział był stosowany na okrętach klasyfikowanych jako „superdrednoty”, np. działa kalibrów 356, 380 i 381 mm. W okresie międzywojennym budowano okręty coraz większe i lepiej uzbrojone. Przeciętny kaliber dział wzrósł do 381, a nawet 406 mm na zwykłych pancernikach. Przykładami mogą być okręty brytyjskie: „Hood” – zbudowany jako krążownik liniowy, 42 100 ton 8×381 mm, „Nelson” 33 950 ton 9×406 mm, amerykańskie typu „Washington” – 37 484 tony 9×406 mm czy też niemiecki „Bismarck” – 41 700 ton 8×380 mm.
Japończycy zbudowali dwa okręty, określane w literaturze też jako „superpancerniki”, dużo większe i ciężej uzbrojone niż wszystkie inne okręty. Superpancerniki „Yamato” i „Musashi” były kolosami: miały wyporność 65 000 ton (pełną 71 650 ton) i były uzbrojone w działa o niespotykanym od czasów XIX-wiecznych włoskich pancerników typu „Duilio” kalibrze 460 mm. Lufy tych dział (94-shiki, czyli model 1934) miały długość ponad 20 metrów (45 kalibrów), a wystrzeliwany z prędkością wylotową 780 m/s pocisk ważył 1460 kg. Maksymalny zasięg wynosił 44 km. Trzeba dodać, że nad projektem „superpancernika” (pancerniki typu H) pracowała także III Rzesza. Wyporność wynosić miała (zależnie od wersji) od 60 000 do 141 000 ton, uzbrojenie od 8×406 mm do 8×508 mm (znacznie przewyższające osiągami działa alianckie). Pod dwa okręty podłożono nawet stępkę, choć późniejsze naloty bombowe i braki materiałowe zmusiły Niemców do anulowania budowy.
Artyleria pomocnicza przechodziła przemiany, w efekcie na okrętach liniowych w okresie poprzedzającym bezpośrednio II wojnę światową została umieszczona w wieżach. Na większości okrętów nastąpiło również ujednolicenie artylerii pomocniczej i przeciwlotniczej, zastosowano działa uniwersalne – przeciwlotnicze i do zwalczania pomniejszych celów. Zazwyczaj stosowano działa uniwersalne o kalibrze 102 do 127 mm. Artyleria przeciwlotnicza uległa znacznemu wzmocnieniu i pod koniec działań wojennych liczba dział przeciwlotniczych małego i średniego kalibru przekraczała sto, a nierzadko nawet 150 luf.

## Opancerzenie
Opancerzenie jest kolejnym elementem wpływającym na siłę okrętu, od jego jakości i rozmieszczenia zależy odporność okrętu na ciosy i niezatapialność. Nie można zastosować go na całej długości okrętu, choćby ze względu na masę – metr kwadratowy stali pancernej o grubości 80 mm waży około 630kg. Opancerzenie musi być tak rozłożone, aby przy jak najniższej masie dobrze chroniło newralgiczne punkty okrętu.
Pancerz nie był w stanie chronić przed ciężkimi pociskami wystrzelonymi z bliska, dobrze mógł spełniać swą rolę na średnich i dużych odległościach. Zazwyczaj najmocniej opancerzonymi częściami były burty, wieże artylerii głównej, barbety tychże wież, ciągi amunicyjne, pomost bojowy i pokład.
Okręty budowane w okresie I wojny światowej miały stosunkowo słabe opancerzenie poziome – pokłady nie musiały być mocno opancerzone, gdyż w ówczesnych realiach walki okręty strzelały do siebie na stosunkowo bliskich dystansach, więc pociski nadlatywały pod niewielkimi kątami. W miarę doskonalenia artylerii oraz samolotów zaszła konieczność wzmocnienia pancerza pokładowego, który musiał chronić okręty przez pociskami nadlatującymi pod dużymi kątami (działa artylerii głównej zaczęły miotać pociski na odległości do 30 km w przypadku dział kalibru 381 mm, do nawet 46 km w przypadku 460 mm dział pancerników typu Yamato) oraz coraz cięższymi bombami. W efekcie grubość pokładów pancernych zwiększyła się z ok. 100 mm na pancernikach z okresu I wojny do 200 mm w okresie II wojny.
Na wprowadzonych do służby w 1916 roku amerykańskich okrętach liniowych typu Nevada po raz pierwszy zastosowano rewolucyjny na tamte czasy system „all or nothing” („wszystko albo nic”). Zrezygnowano z tradycyjnego systemu opancerzenia składającego się z coraz cieńszych warstw pancerza w miarę zbliżania się do dziobu i rufy. Najważniejsze elementy okrętu zostały okryte maksymalnie grubym pancerzem burtowym i pokładowym, od strony dziobu i rufy zamykały go pancerne wręgi tworzące z całością coś w rodzaju cytadeli pancernej. Elementy mniej ważne dla okrętu nie zostały w ogóle opancerzone – uznano, że nie są konieczne do przeżycia okrętu w przypadku trafienia pociskiem. Dzięki temu rozwiązaniu można było zwiększyć grubość pancerza w miejscach, gdzie było to najbardziej potrzebne. Grubość pancerza rosła wraz z wielkością nowo budowanych okrętów i na burtach, pokładzie oraz czołowych płytach wież wynosiła odpowiednio 356, 76 i 457 mm na pancerniku USS „Arizona” z 1916, do 410, 200–230 i 650 mm na pancerniku „Yamato” z 1941 roku.

## Prędkość i zasięg
Trzecim czynnikiem określającym pancernik jest prędkość i powiązany z nią zasięg. Prędkość zależy od mocy zastosowanych siłowni i wielkości okrętu. Można zauważyć ogólną tendencję do zwiększania prędkości w miarę postępu techniki i wielkości budowanych okrętów.
Pancerniki budowane przed i w okresie I wojny światowej miały siłownie o mocy nieprzekraczającej 50 tys. koni mechanicznych (KM) w przypadku okrętów liniowych i ok. 75 tys. KM w przypadku krążowników liniowych. Moce takie pozwalały na rozwijanie prędkości maksymalnej od 21 do 24 węzłów dla okrętów liniowych oraz do 28 węzłów w przypadku krążowników liniowych.
Okręty budowane i modernizowane w latach 30. XX wieku otrzymywały już siłownie o mocach powyżej 100 tys. KM. Nastąpiło odejście od kotłów opalanych węglem na rzecz opalanych ropą. Wspomniany już „Kirishima” miał siłownię o mocy 136 tys. KM i prędkości 30 węzłów, „Yamato” 150 tys. KM i 27,5 węzła (wielkość okrętu miała na to wpływ), natomiast amerykańskie pancerniki typu „Iowa” przy siłowni o mocy 212 tys. KM rozpędzały się nawet do 35,2 węzła (przy bardzo lekkiej wyporności). Dlatego generację pancerników budowanych w latach 30., następującą po drednotach, określa się też jako szybkie pancerniki.
Zasięg okrętu jest zależny od prędkości, im szybciej okręt płynie, tym mniejszy dystans może pokonać przy danej ilości paliwa. Zużycie paliwa jest bardzo duże przy maksymalnych prędkościach, na przykład brytyjski krążownik liniowy „Hood” przy maksymalnej prędkości zużywał ok. 4 litrów ropy na przepłynięcie każdego metra. Zasięg wzrastał i osiągał wartość od 8 do 11 tys. mil morskich przy prędkości marszowej wynoszącej 12–14 węzłów (francuskie pancerniki typu „Dunkerque” 15 tys. mil morskich przy 17 węzłach).

## Zmierzch ery pancerników
II wojna światowa przyniosła koniec ery pancerników. Okazało się, że wielkie lotniskowce, a konkretnie stacjonujące na nich nowoczesne już wówczas samoloty, mają niewiele mniejszą siłę ognia od pancernika, a przy tym o wiele większy zasięg jej skutecznej projekcji. Co prawda projekt, budowa, wyszkolenie personelu lotniczego i pilotów oraz konstrukcja poszczególnych typów maszyn i ich uzbrojenia były równie kosztowne, co budowa okrętu liniowego, jednak na rozległych obszarach Pacyfiku broń dalekiego zasięgu wydawała się strategom lepszym pomysłem od klasycznej bitwy liniowej. Większość pancerników zatopiona w czasie trwania II wojny światowej uległa swojemu śmiertelnemu wrogowi – lotniskowcowi i samolotom, ale tylko cztery z tych okrętów zatopiono na pełnym morzu, gdy miały swobodę manewru i możliwość prowadzenia ognia przeciwlotniczego („Prince of Wales”, „Repulse”, „Musashi” i „Yamato”). We wszystkich tych wypadkach wymagało to zaangażowania ogromnych sił. W uderzeniu na oba japońskie „superpancerniki” brały udział setki najnowocześniejszych samolotów lotnictwa morskiego, które wystartowały z kilkunastu lotniskowców. Nie zmienia to faktu, że mało było klasycznych, artyleryjskich bitew morskich – poza pojedynkami „Bismarck” – „Hood” (24.05.1941) oraz zatopieniem tego pierwszego (27.05.1941), drugą bitwą pod Guadalcanalem (14/15.11.1942), bitwą w Cieśninie Surigao (25.10.1944) i zatopieniem „Scharnhorsta” (26.12.1943), nie było zakończonych zatopieniami pojedynków ciężkich sił nawodnych. Tym samym, pancerniki spychane były w praktyce do roli pływających baterii przeciwlotniczych, okrętów eskorty konwojów, tankowców / zaopatrzeniowców dla mniejszych jednostek oraz okrętów wspierających desant lub wojska lądowe. Pod tym ostatnim względem pełniły funkcje przewidziane wcześniej dla monitorów. Często pancerniki wybierano jako jednostki flagowe zespołów flot lub na okręty dowodzenia.
Po II wojnie światowej nie zbudowano już żadnego nowego okrętu liniowego, jedynie dokończono zaczęte projekty (brytyjski HMS „Vanguard” i francuski „Jean Bart”). Większość pancerników floty brytyjskiej i amerykańskiej została wycofana ze służby natychmiast po zakończeniu działań wojennych. Tylko kilka najnowszych jednostek służyło przez następne kilkanaście lat – na przykład francuskie „Richelieu” i „Jean Bart”. Mocarstwa nie potrzebowały już pancerników w okresie pokoju – nie były potrzebne do toczenia bitew morskich, natomiast były zbyt drogie w utrzymaniu, szczególnie, że w epoce rakiet i atomu musiałyby być uzbrojone w ogromne ilości uzbrojenia defensywnego (np. przeciwrakiet, pocisków przeciwlotniczych średniego i dalekiego zasięgu, rakietotorped ZOP itp.).
Jedynym, wybitnym wyjątkiem były cztery ostatnie amerykańskie pancerniki, typu Iowa: USS „Iowa”, „Missouri”, „New Jersey” i „Wisconsin”. Wprowadzone do służby w latach 1943–1944, brały udział w II wojnie światowej, a następnie, po krótkim okresie w rezerwie, w wojnie koreańskiej. W późnych latach 50. zostały ponownie przeniesione do rezerwy. Tylko „New Jersey” powrócił na krótko do czynnej służby przy końcu lat 60., by wziąć udział w wojnie wietnamskiej.
W latach 80. administracja Ronalda Reagana zdecydowała się ponownie wprowadzić okręty do służby, po dogłębnej modernizacji. Na okrętach zamontowano m.in. wyrzutnie pocisków rakietowych Tomahawk.
Ich rola w operacji „Pustynna Burza” okazała się bardzo duża – pociski i rakiety wystrzeliwane z ich pokładów skutecznie obezwładniły iracką obronę brzegową. We wczesnych latach 90. okręty zostały przeniesione do rezerwy.
US Navy przez pewien czas zachowała możliwość ponownego wprowadzenia tych okrętów do służby, ale przez ostatnie lata kolejne z nich były ostatecznie wycofywane z floty i przekształcane w obiekty muzealne.
Ostatnim projektem pancerników był radziecki projekt 24 z 1950, który nie został jednak zrealizowany (wyporność pełna: 81 150 t, uzbrojenie: 9 dział kalibru 406 mm, 16 dział kalibru 130 mm).

## Pancerniki w marynarkach poszczególnych państw

### Polska

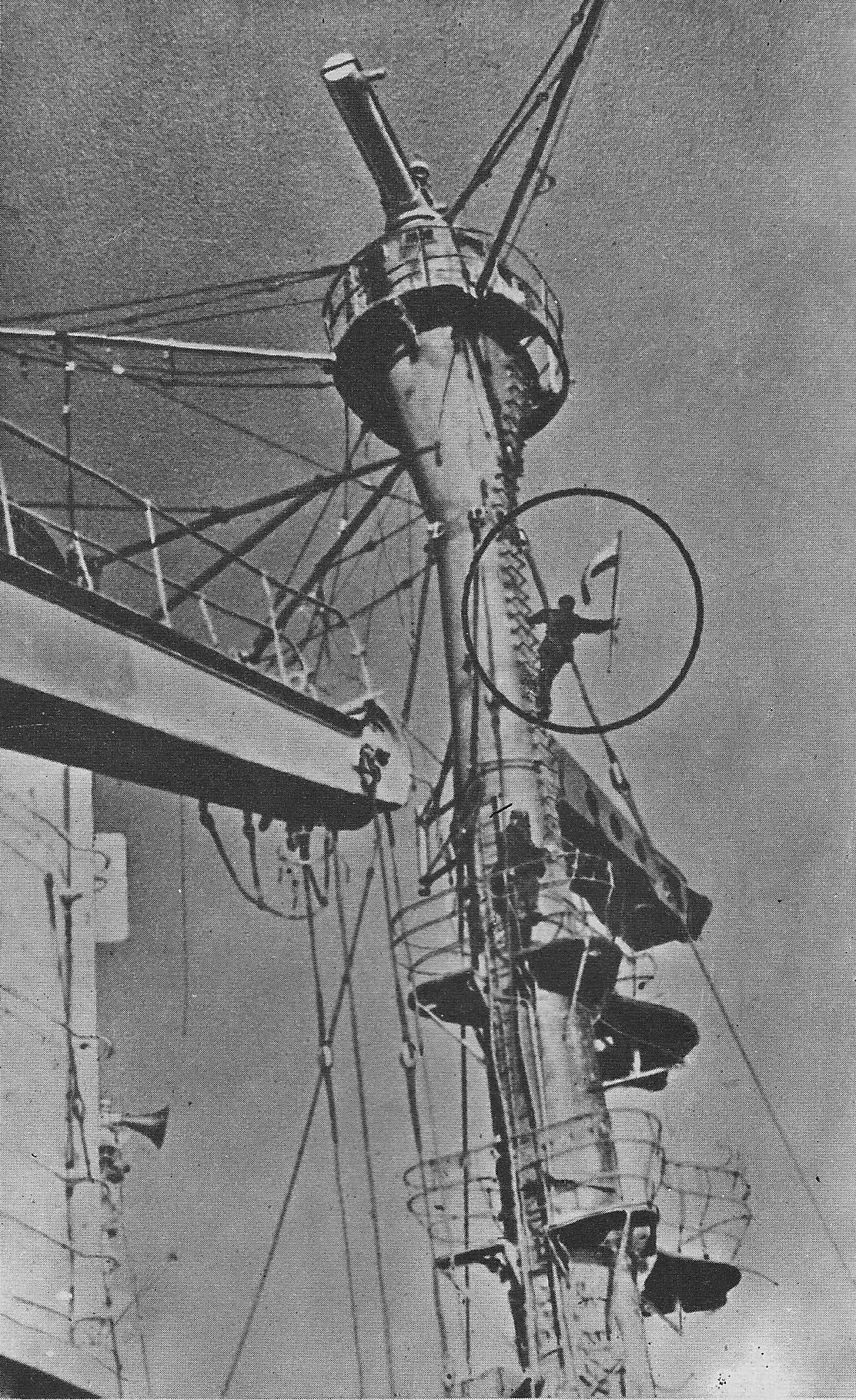
Wrak „Schleswig-Holstein” z polską banderą

Polska nigdy nie miała pancerników w składzie swojej floty wojennej.
Polska Marynarka Wojenna (PMW), powstała w 1918 roku, planowała budowę okrętów liniowych na swój rachunek. W latach dwudziestych XX wieku znany ówcześnie polski publicysta morski Julian Ginsbert (piszący pod pseudonimem „Jim Poker”) opisał plan budowy przez Polskę floty wojennej, obejmującej okręty o łącznej wyporności 150 000 ton. Miały to być – 2 okręty liniowe, 2 ciężkie krążowniki, po 9 niszczycieli i torpedowców, 18 okrętów podwodnych, 21 poławiaczy min (trałowców) i 24 ścigacze. Planowane okręty liniowe miały mieć po 25 000 ton wyporności, artylerię w postaci 9 dział 305 mm, 12 dział 150 mm oraz pancerz o grubości do 350 mm. Według źródeł niemieckich polskie plany rozbudowy floty przewidywały na lata trzydzieste XX wieku budowę dwóch (plan na lata 1936/37), a potem nawet trzech (! – plan na lata 1938/39) okrętów liniowych o charakterystyce jak wyżej.
Po pierwszej wojnie światowej US Navy planowała jakoby przekazać PMW jeden (lub kilka?) okręt amerykańskiego typu „Connecticut” – przynajmniej tak wynika z tekstu pewnej szyfrowanej depeszy, która jakoby nadeszła z Warszawy do Pucka, gdzie swego czasu rezydował tzw. „Dowódca Wybrzeża”, kmdr Jerzy Świrski. Z planów tych nic nie wyszło, a jednostki złomowano w latach 1923–1924.
Oficerowie narodowości polskiej dowodzili okrętami tej klasy m.in. pod banderą rosyjską, jak również brali udział w nadzorowaniu ich budowy (Xawery Czernicki).
W latach międzywojennych (1919–39) istniały jednak plany bądź przejęcia istniejących jednostek z rąk trzecich, bądź też budowy nowych jednostek tej klasy dla PMW. Planowano na przykład przekazanie Polsce jednego z okrętów liniowych byłej floty Austro-Węgier, lub przejęcie jednostek liniowych od US Navy.
We wrześniu 1934 roku sowiecki pancernik „Marat” przybył – jako jedyny w historii Polski okręt liniowy – z oficjalną wizytą do portu w Gdyni, cumując przy tym samym nabrzeżu, od którego odbijały transatlantyki GAL-u.
Po klęsce Francji Brytyjczycy chcieli przekazać Polskiej Marynarce Wojennej przestarzały i uszkodzony pancernik francuski „Paris”. Polacy zrezygnowali z niego. Praktycznie nadawał się na hulk, a doprowadzenie go do stanu używalności byłoby bardzo drogie. Jednocześnie PMW miałaby problemy kadrowe z obsadzeniem tak dużej jednostki.
Podczas wojny Niemcy używali portu w Gdyni jako bazy dla pancerników „Bismarck” i „Tirpitz” podczas szkolenia ich załóg w latach 1940–1941. W 1945 roku symbolicznie podniesiono polską banderę na wraku pancernika „Schleswig-Holstein” (formalnie okręt ten należał do floty ZSSR jako zdobycz wojenna). Pod koniec wojny Niemcy zatopili pancernik „Gneisenau” u wejścia do portu w Gdyni. Jego wrak został podniesiony w 1951 i pocięty na złom.
Niemieckie stocznie na terytorium obecnej Polski: stocznia Schichaua w Gdańsku i stocznia Vulcan w Szczecinie, budowały pancerniki dla floty niemieckiej i chińskiej przed 1918 r.

## Terminologia
Nazewnictwo klasy pancerników jest różne na świecie. W polskiej terminologii „pancernik” jest w zasadzie utożsamiony z okrętem liniowym, w ślad za terminologią rosyjską, w której jednak „pancernik” (bronienosjec, dosł. „noszący pancerz”) odnosi się jedynie do wczesnych pancerników do generacji przeddrednotów włącznie, a „okręt liniowy” (liniejnyj korabl lub linkor) do przeddrednotów i jednostek późniejszych. Pancerniki nazywane okrętami liniowymi były ponadto jedynie w Niemczech do I wojny światowej (Linienschiff) i w Szwecji. Francuskie i włoskie terminy oznaczają „pancernik”, odnosząc się do pancerza jako elementu wyróżniającego (fr. cuirasse, wł. corazzata). W terminologii anglosaskiej istnieje natomiast jedynie rozróżnienie na wczesne okręty pancerne (ironclad, dosł. „okryty żelazem”, pojęcie szersze od pancerników, odpowiadające okrętom pancernym) oraz nowsze „okręty bitewne” (battleship), mniej więcej od generacji przeddrednotów. To ostatnie pojęcie stosuje się także w terminologii niemieckiej do pancerników po I wojnie światowej (Schlachtschiff).

## Pancerniki dziś

### Stany Zjednoczone
- USS „Iowa” – w latach 1990–2011 zakonserwowany w Suisun Bay w Benicia, Kalifornia, w rezerwie floty amerykańskiej, od lipca 2012 okręt muzeum w Los Angeles;
- USS „Missouri” – okręt muzeum w Pearl Harbor na Hawajach; obok „Mighty Mo” na terenie bazy w Pearl Harbor znajduje się także wrak pancernika „Arizona” (BB-39), na którego zatopionym w grudniu 1941 roku kadłubie odsłonięto w 1962 roku mauzoleum, sfinansowane w części m.in. przez Elvisa Presleya, a poświęcone pamięci wszystkich marynarzy US Navy poległych w akcji.
- USS „New Jersey” – okręt muzeum w Camden, New Jersey;
- USS „Wisconsin” – okręt muzeum w Norfolk, Wirginia;
- USS „Massachusetts” – okręt muzeum w Fall River, Massachusetts;
- USS „Alabama” – okręt muzeum w Mobile, Alabama;
- USS „North Carolina” – okręt muzeum w Wilmington, Karolina Północna;
- USS „Texas” – okręt muzeum niedaleko Houston w stanie Teksas, jedyny zachowany drednot z okresu I wojny światowej.

### Japonia
- „Mikasa” – okręt muzeum w Yokosuce.

### Wielka Brytania
- HMS „Warrior” – okręt muzeum w Portsmouth.